# Луцій Марцій Філіп (консул 56 року до н. е.)
Луцій Марцій Філіп (102 — після 43 р. до н. е.) — політичний, державний та військовий діяч Римської республіки, консул 56 року до н. е., вітчим Октавіана Августа.

## Життєпис
Походив з роду нобілів Марцієв. Син Луція Марція Філіпа, консула 91 року до н. е.
У 62 році до н. е. був претором, після чого отримав як провінцію Сирію, якою керував з 61 до 60 року до н. е.
У 56 році до н. е. його обрано консулом разом з Гнеєм Корнелієм Лентулом Марцелліном. Нічим суттєвим не відзначився. Згодом, під час громадянської війни між Гаєм Юлієм Цезарем та Гнеєм Помпеєм не прийняв жодного боку, залишаючись в Італії. Після загибелі Цезаря пропонував Октавіану не приймати спадок Цезаря. У 43 році до н. е. входив до посольства, яке вело перемовини від імені сенату з Марком Антонієм. Після повернення до Риму віддалився від політичного життя.

## Родина
1. Дружина (ім'я не відоме)
Діти:
- Луцій Марцій Філіп, консул-суфект 38 року до н. е.
- Квінт Марцій Філіп, проконсул 47 року до н. е.
- Марція Філіпа

2. Дружина — Атія Бальба Цезонія.